# Бернгард (герцог Саксен-Йены)
Бернгард Саксен-Йенский (нем. Bernhard von Sachsen-Jena; 21 февраля 1638, Веймар — 3 мая 1678 Йена) — первый герцог независимого герцогства Саксен-Йена.

## Биография
Бернгард — сын герцога Вильгельма Саксен-Веймарского и принцессы Элеоноры Доротеи Ангальт-Дессауской, родился седьмым из девяти детей.
В 1654—1657 годах Бернгард обучался в Йенском университете, а затем отправился во Францию, где по плану отца должен был подыскать себе невесту в целях укрепления связей эрнестинцев с Людовиком XIV. «Король-солнце» продемонстрировал своё равнодушное отношение к молодому принцу, не удостоив его аудиенции в течение полутора лет. Тем не менее, пребывание во Франции увенчалось бракосочетанием Бернгарда с дочерью Анри Тремуйля Марией Шарлоттой. Бернгард и его склонная к роскоши супруга въехали в построенный герцогом дворец-резиденцию в Йене (снесён в 1905 году), перевели в Йену Веймарскую придворную капеллу и выдали привилегию на выпуск первой газеты в Тюрингии.
В 1672 году Бернгард и его братья поделил отцовское наследство, Саксен-Йена стало самостоятельным герцогством, независимым от Саксен-Веймара и было передано Бернгарду.
Сохранились несколько портретов герцога работы художника Кристиана Рихтера.

## Потомки
- Вильгельм (1664—1666)
- Бернгард (1667—1668)
- Шарлотта Мария (1669—1703), замужем за герцогом Вильгельмом Эрнстом Саксен-Веймарским (1662—1728)
- Иоганн Вильгельм (1675—1690), герцог Саксен-Йены.

У Бернгарда также родилась внебрачная дочь от Мари Елизаветы фон Коспот:
- Эмилия Элеонора (1674—1709), «графиня Альштедтская», замужем за Отто Вильгельмом фон Тюмплингом